# Shai Gabso

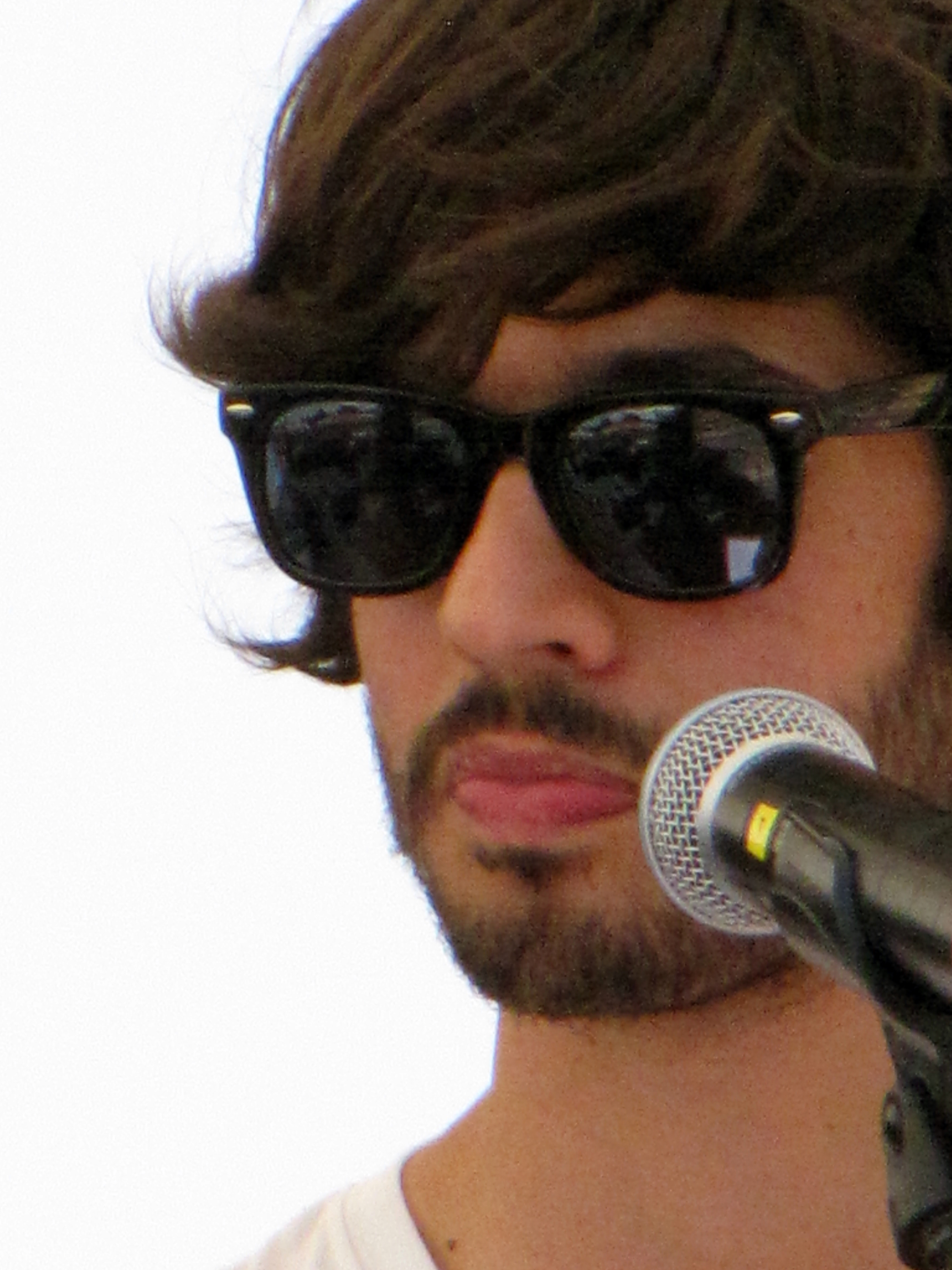
Shai Gabso (2010)

Shai Gabso (hebräisch שי גבסו) (* 20. Juli 1984 in Rischon LeZion, Israel) ist ein israelischer Sänger. Bekannt wurde er durch die Teilnahme an der israelischen Fernsehshow Kochav Nolad („Ein Star wird geboren“).

## Leben
In seiner Kindheit nahm er an zahlreichen Gesangswettbewerben für Kinder teil.

## Künstlerische Laufbahn
Im Jahre 2003 nahm er an der ersten Folge der Reality-TV-Show Kochav Nolad teil, wo er mit dem Song Esh (hebräisch אש, „Feuer“) den 3. Platz belegte.
Im Mai 2004 gab Gabso sein Album Arim roshi (hebräisch ארים ראשי, „Ich werde mein Haupt erheben“) heraus, das er selbst geschrieben und komponiert hatte. Das Album wurde zum Golden Album erhoben.
Gabsos Song Yom VeOd Yomaim (hebräisch יום ועוד יומיים, „Ein Tag und weitere zwei Tage“) wurde bei den Israeli annual Hebrew song chart in den Radio-Kanälen Reshet Gimmel und Galgalatz als Lied des Jahres ausgezeichnet.
Im Dezember 2004 gewann Shai das Israeli Song Festival mit dem Lied Mishehu gadol (hebräisch מישהו גדול, „Jemand, der großartig ist“), das Hannah Goldberg geschrieben hatte und von Dudi Levi komponiert wurde.
2006 gab er sein zweites Album Bimkomi (hebräisch במקומי, „An meiner Stelle“) und im Juni 2009 sein drittes Album Karavan (hebräisch קרוואן, „Karavan“) heraus.

## Diskografie

### Alben
- 2004: ארים ראשי
- 2006: במקומי
- 2009: קרוואן
- 2013: כל הימים

### EPs
- 2017: Made Me Wanna Change My Name
- 2024: לייב סשן (Live)
- 2024: גלגל ענק

### Singles (Auswahl)
- 2004: ארים ראשי
- 2004: יום ועוד יומיים